# Крассер, Фридолин
Фридолин Крассер (нем. Fridolin Krasser) — австрийский палеоботаник. В его честь назван род Крассера из семейства Черноротые (Melastomataceae).

## Жизнь
Крассер был сыном директора средней школы и внучатым племянником Франца Шуберта по материнской линии.
Он учился в Венском университете у Юлиуса фон Визнера по специальности физиология растений. С 1887 года, когда он начал работать вольнослушателем в геолого-палеонтологическом отделе Придворного естественно-исторического музея, он заинтересовался фитопалеонтологией. Ассистент Визнера с 1889 года, в 1890 году он стал частным преподавателем анатомии и физиологии растений в Венском университете. С 1897 года он работал на той же должности в Университете природных ресурсов и наук о жизни и в том же году получил в университете должность преподавателя по фитопалеонтологии. С 1895 по 1902 год он был научным сотрудником Придворного музея, в 1901 году — доцентом, а с 1902 по 1906 год — профессором ботаники в Федеральном колледже и Федеральном управлении виноградарства и плодоводства в Клостернойбурге. С 1906 по 1911 год он был доцентом, затем профессором Немецкого технического университета в Праге с должностью преподавателя фитопалеонтологии.

## Научная деятельность
В первой половине своей карьеры Крассер работал в основном в области физиологии и анатомии растений, а затем и в области прикладной ботаники. Однако центральной областью интересов всегда была палеоботаника.